# Park Hae-jin
Park Hae-jin (hangul: 박해진; ur. 1 maja 1983 w Pusanie) – południowokoreański aktor i model. Jest znany z ról drugoplanowych w serialach Przybyłeś z Gwiazd (2013) i Doctor yibangin (2014), oraz głównych w Nappeun nyeoseokdeul (2014) oraz Cheese in the Trap (2016).

## Filmografia

### Filmy
| Rok  | Tytuł                                  | Rola         |
| ---- | -------------------------------------- | ------------ |
| 2010 | The Rhythm of Chopsticks (kor. 젓가락) | cameo        |
| 2015 | Snow Is on the Sea (kor. 설해)         | Lee Sang-woo |
| 2017 | Cheese in the Trap                     | Yoo Jung     |

### Telewizja
| Rok  | Tytuł                                                | Rola                         | Stacja telewizyjna |
| ---- | ---------------------------------------------------- | ---------------------------- | ------------------ |
| 2006 | Somunnan Chilkongju                                  | Yeon Ha-nam                  | KBS2               |
| 2007 | Haneul mankeum ddang mankeum                         | Jung Moo-young               | KBS1               |
| 2008 | Eden-ui dongjjok                                     | Shin Myung-hoon              | MBC                |
| 2009 | Yeolhyeoljangsaggun                                  | Ha Ryu                       | KBS2               |
| 2011 | Qian Duo Duo Marry Remember (chiń. 钱多多嫁人记)     | Xu Fei                       | Hunan TV           |
| 2012 | Another Kind of Splendid Life (chiń. 另一种灿烂生活) | Liu Daming                   | Hunan TV           |
| 2012 | Nae ttal Seo-young-i                                 | Lee Sang-woo                 | KBS2               |
| 2013 | Love's Relativity (chiń. 恋爱相对论)                 | Li Ang                       | Xi’an Television   |
| 2013 | Przybyłeś z Gwiazd                                   | Lee Hwi-kyung                | SBS                |
| 2014 | Doctor yibangin                                      | Han Jae-joon / Lee Sung-hoon | SBS                |
| 2014 | Nappeun nyeoseokdeul                                 | Lee Jung-moon                | OCN                |
| 2016 | Cheese in the Trap                                   | Yoo Jung                     | tvN                |
| 2016 | Far Away Love (chiń. 遠得要命的愛情)                 | Shen An                      | Guangdong TV       |
| 2016 | Cheotkiseuman ilgopbeonjjae                          | Park Hae-jin (odc. 2-3)      | Naver TV Cast      |
| 2017 | Man to Man                                           | Kim Seol-woo                 | JTBC               |
| 2019 | Secret                                               | Kang San-hyuk                |                    |
| TBA  | Popcorn (chiń. 爆米花)                               | Lu Chenjun                   |                    |
| TBA  | Secret Society of Men – Friends (chiń. 男人帮.朋友)  | Zhao Haipeng                 |                    |

### Programy rewiowe
| Rok  | Tytuł          | Stacja telewizyjna |
| ---- | -------------- | ------------------ |
| 2009 | Family Outing  | SBS                |
| 2012 | Happy Together | KBS2               |
| 2016 | Non-Summit     | JTBC               |

### Teledyski
| Rok  | Tytuł piosenki                           | Artysta |
| ---- | ---------------------------------------- | ------- |
| 2007 | „Love... It's Painful” (kor.사랑 아프다) | The Way |
| 2016 | „#Like”                                  | Fiestar |

## Nagrody i nominacje
| Rok  | Nagroda                     | Kategoria                                                               | Wynik     |
| ---- | --------------------------- | ----------------------------------------------------------------------- | --------- |
| 2006 | KBS Drama Awards            | Najlepszy nowy aktor (Somunnan Chilkongju)                              | Wygrana   |
| 2006 | KBS Drama Awards            | Najlepsza para (razem z Lee Tae-ran) (Somunnan Chilkongju)              | Wygrana   |
| 2007 | 43. Baeksang Arts Awards    | Najlepszy nowy aktor telewizyjny (Somunnan Chilkongju)                  | Wygrana   |
| 2007 | KBS Drama Awards            | Excellence Award, Actor in a Daily Drama (Haneul mankeum ddang mankeum) | Wygrana   |
| 2007 | KBS Drama Awards            | Najlepsza para (razem z Han Hyo-joo) (Haneul mankeum ddang mankeum)     | Wygrana   |
| 2008 | MBC Drama Awards            | Najlepszy nowy aktor (Eden-ui dongjjok)                                 | Wygrana   |
| 2009 | 4th Asia Model Awards       | Most Popular Male Star                                                  | Wygrana   |
| 2009 | KBS Drama Awards            | Excellence Award, Actor in a Mid-length Drama (Yeolhyeoljangsaggun)     | Nominacja |
| 2012 | KBS Drama Awards            | Najlepszy aktor drugoplanowy (Nae ttal Seo-young-i)                     | Nominacja |
| 2012 | LETV Movie Drama Awards     | Best Asian Actor                                                        | Wygrana   |
| 2014 | 9th Asia Model Awards       | Asia Special Award                                                      | Wygrana   |
| 2014 | 7. Korea Drama Awards       | Excellence Award, Actor (Przybyłeś z Gwiazd)                            | Nominacja |
| 2014 | 7. Style Icon Awards        | Top 10 Style Icons                                                      | Wygrana   |
| 2014 | 7. Style Icon Awards        | K-Style                                                                 | Wygrana   |
| 2014 | 3. APAN Star Awards         | Excellence Award, Actor in a Miniseries (Przybyłeś z Gwiazd)            | Nominacja |
| 2014 | SBS Drama Awards            | Excellence Award, Actor in a Drama Special (Przybyłeś z Gwiazd)         | Nominacja |
| 2015 | 8. Korea Drama Awards       | Top Excellence Award, Actor (Nappeun nyeoseokdeul)                      | Nominacja |
| 2015 | 8. Korea Drama Awards       | KDA Award (Nappeun nyeoseokdeul)                                        | Wygrana   |
| 2016 | Korean Cable TV Awards 2016 | Najlepszy aktor (Cheese in the Trap)                                    | Wygrana   |
| 2016 | 11th Asia Model Awards      | Asia Star                                                               | Wygrana   |
| 2016 | 52. Baeksang Arts Awards    | Najpopularniejszy aktor telewizyjny (Cheese in the Trap)                | Nominacja |
| 2016 | 5. APAN Star Awards         | Best Actor in a Miniseries (Excellence Award) (Cheese in the Trap)      | Nominacja |
| 2016 | 9. Korea Drama Awards       | Excellence Award, Actor (Cheese in the Trap)                            | Nominacja |
| 2016 | 1st Asia Artist Awards      | Best Artist Award, Actor (Cheese in the Trap)                           | Wygrana   |